# Friedrich Englerth

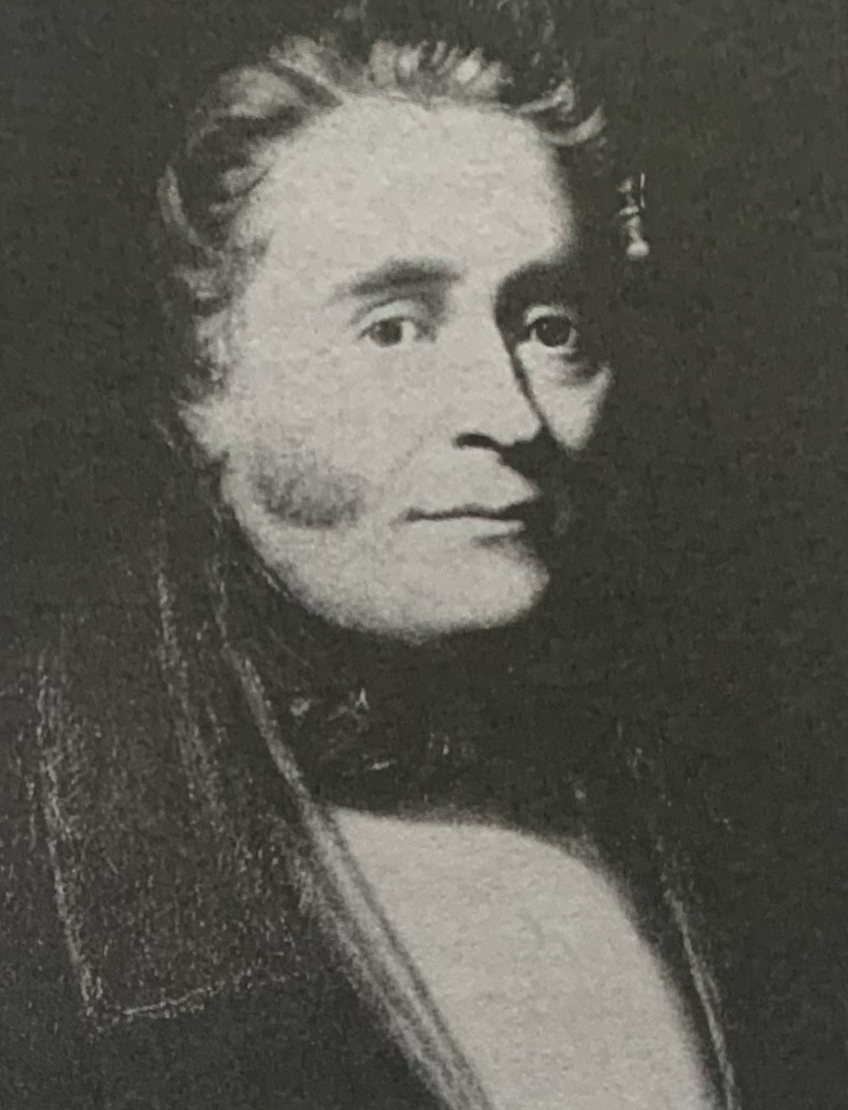
Friedrich Englerth

Friedrich Englerth (* 8. Januar 1793; † 20. Februar 1848) war vom 24. Januar 1822 bis zum 15. August 1831 Bürgermeister von Eschweiler.

## Leben
Friedrich Englerth war der drittälteste Sohn von Carl und Christine Englerth. Er war katholisch und blieb unverheiratet. Wilhelm von Steffens war sein Schwager. 1818 gehörte er zu den Gründern der Maschinenfabrik „Englerth, Reuleaux & Dobbs“ (ab 1830 „Jos. Reuleaux & Cie.“) in Eschweiler-Pumpe. Diese übernahm unter anderem 1822 die Einrichtung der neu gegründeten Eschweiler Drahtfabrik mit Maschinen. 1832 verließen Englerth und der englische Ingenieur Samuel Dobbs das Unternehmen.
Englerth war Sekondelieutnant. Von 1822 bis 1831 war er Bürgermeister, danach Stadtverordneter von Eschweiler. 1830 wurde er als stellvertretender Abgeordneter im Provinziallandtag der Rheinprovinz für den Stand der Städte und die Städte Jülich, Eschweiler, Heinsberg, Erkelenz, Geilenkirchen mit Hünshoven, Linnich gewählt. im Jahr 1833 wurde er als Stellvertreter einberufen und nahm am Landtag teil.
Nach dem Tode der Mutter von Friedrich Englerth am 4. Mai 1838 wurde der bereits 1834 ins Leben gerufene Eschweiler Bergwerksverein EBV durch die erste Generalversammlung am 19. Mai 1838 offiziell gegründet. Die Generalversammlung wählte unter Beteiligung aller Kinder und Erben und unter dem Vorsitz des ältesten Sohnes Wilhelm den ersten Verwaltungsrat, dem Englerth als Präsident vorstand. Er war von 1838 bis 1847 Präsident der Administration des EBV. Sein Nachfolger in dieser Position wurde Josef Timotheus Schillings (1786–1871), Ehemann von Friedrich Englerths Schwester Karoline.
1838 kaufte Englerth für 50.000 Taler die Ruine der Eschweiler Burg mit sieben Magdeburger Morgen Umland. In den Jahren 1845 bis 1847 ließ er die Burg auf ihren Fundamenten wiederaufbauen. Die katholische Gemeinde kaufte 1858 die Burg und richtete in ihr das Eschweiler St.-Antonius-Hospital ein.
Die nördlich der Burganlage verlaufende Burgstraße wurde 1897 Englerth und seinen Eltern zu Ehren in Englerthstraße umbenannt.